# William McInnes
William McInnes es un actor australiano, conocido principalmente por haber interpretado a Max Connors en SeaChange y a Nicholas Schultz en la serie Blue Heelers.

## Biografía
Es hijo de Col e Iris McInnes, es el menor de cinco hermanos.
Estudió drama en el "Western Australian Academy of Performing Arts", de donde se graduó en 1988. 
Obtuvo un grado en leyes y economía en la Universidad Central Queensland en Rockhampton.
William se casó con la actriz y directora Sarah Watt, la pareja tuvo dos hijos Clem nacido en 1993 y Stella nacida en 1998. Lamentablemente el matrimonio terminó el 4 de noviembre de 2011 después de que Sarah muriera luego de perder su lucha contra el cáncer.

## Carrera
William escribió una columna llamada "William Tells" para el Australian Women's Weekly.
En 1992 se unió al elenco de la serie Bligh donde dio vida a John Macarthur.
En 1993 se unió al elenco de la serie Snowy donde interpretó a Max Heimer.
En 1994 se unió al elenco de la primera temporada de la serie Ocean Girl donde dio vida al comandante Jack Lucas. Ese mismo año obtuvo su papel más importante en la televisión cuando se unió al elenco principal de la serie policíaca Blue Heelers donde interpretó al sargento de la policía Nicholas 'Nick' Schultz hasta el 2005 luego de que su personaje fuera transferido a una estación de policía en Footscray.
En 1999 se unió al elenco de la serie SeaChange donde dio vida a Max Connors, el nuevo interés romántico de Laura Gibson (Sigrid Thornton) hasta el final de la serie en el 2000.
En el 2002 se unió al elenco principal de la serie Marshall Law donde interpretó a Dylan Boyd, sin embargo la serie fue cancelada después de la primera temporada.
En el 2005 apareció en la película Look Both Ways donde interpretó a Nick. La película fue dirigida por su esposa Sarah Watt. Ese mismo año en agosto William lanzó su primer libro titulado "A Man's Got to Have a Hobby". Su segundo libro fue estrenado en el 2006 y se llamó "Cricket Kings".
En el 2007 se unió al elenco recurrente de la serie East West 101 donde interpretó al detective sargento de la policía Ray Crowley hasta el 2008. Ese mismo año apareció en la película Curtin donde interpretó a John Curtin.
En el 2008 publicó su tercer libro titulado "That'd Be Right". Mientras que el cuarto "The Making of Modern Australia" fue lanzado en el 2010, este último también tuvo un documental el cual William narró.
En el 2011 lanzó su quinto libro titulado "Worse Things Happen at Sea", el cual también fue coescrito por su esposa Sarah Watt. 
En el 2012 se unirá al elenco principal de la nueva serie Time of Our Lives donde dará vida al agente deportivo Matt, junto a los actores Claudia Karvan, Justine Clarke, Shane Jacobson y Stephen Curry.
En mayo del 2016 se anunció que William se había unido al elenco de la serie dramática Deep Water.

## Filmografía

### Series de televisión
| Año         | Serie                       | Personaje                    | Notas                                           |
| ----------- | --------------------------- | ---------------------------- | ----------------------------------------------- |
| 2016        | Deep Water                  | Insp. Peel                   | 4 episodios                                     |
| 2013 - 2014 | Time of Our Lives           | Matt                         | 21 episodios                                    |
| 2007 - 2008 | East West 101               | Ray Crowley                  | 6 episodios                                     |
| 1994 - 2005 | Blue Heelers                | Nicholas "Nick" Schultz      | 210 episodios                                   |
| 2003        | Kath & Kim                  | Sandy "Rock Hampton" Freckle | 2 episodios                                     |
| 2003        | CrashBurn                   | Colin                        | 4 episodios                                     |
| 2003        | Welcher & Welcher           | Sir Robert Jefferson         | episodio "Hypothetically Speaking"              |
| 2002        | Marshall Law                | Dylan Boyd                   | 17 episodios                                    |
| 2001        | Do ot Die                   | Daryl Quint                  | miniserie                                       |
| 1999 - 2000 | SeaChange                   | Max Connors                  | 24 episodios                                    |
| 2000        | The Lost World              | Hans Dressler                | episodios "Tribute"                             |
| 2000        | Animated Tales of the World | Harvey                       | episodio "Bad Baby Amy: A Story from Australia" |
| 1994        | Ocean Girl                  | Comandante Jack Lucas        | 13 episodios                                    |
| 1993        | Snowy                       | Max Heimer                   | 13 episodios                                    |
| 1992        | Bligh                       | John Macarthur               | 13 episodios                                    |
| 1992        | Embassy                     | John Hancock                 | episodio "Letter of the Law"                    |
| 1992        | Good Vibrations             | Reverendo                    | miniserie                                       |
| 1990        | A Country Practice          | John Freeman                 | 5 episodios                                     |

### Películas
| Año  | Título                            | Personaje               | Notas                                                                                                 |
| ---- | --------------------------------- | ----------------------- | --- |
| 2012 | Dangerous Remedy                  | Jack Ford               | junto a Gary Sweet, Susie Porter, Maeve Dermody, Caroline Craig, Chris Haywood y Mark L. Winter       |
| 2010 | The Hopes & Dreams of Gazza Snell | Gazza Snell             | junto a Lesley-Ann Brandt, Joel Tobeck, Robyn Malcolm, Mia Blake y Mark Clare                         |
| 2009 | Blessed                           | Peter                   | junto a Frances O'Connor, Miranda Otto, Ditch Davey, Eva Lazzaro y Reef Ireland                       |
| 2009 | My Year Without Sex               | Antoinette              | junto a Portia Bradley, Jonathan Segat, Sacha Horler, Matt Day y Katie Wall                           |
| 2009 | Prime Mover                       | Phil                    | junto a Michael Dorman, Emily Barclay, Gyton Grantley, Ben Mendelsohn y Anthony Hayes                 |
| 2008 | The Informant                     | Richard Button          | junto a Leeanna Walsman, Colin Friels, Stephen Curry, Matt Day y Salvatore Coco                       |
| 2007 | When Hell Freezes                 | Douglas Mawson          | junto a Jason Stewart                                                                                 |
| 2007 | Unfinished Sky                    | John Woldring           | junto a Bille Brown, Christopher Sommers, David Field, Sam Cotton, Renai Caruso y Roy Billing         |
| 2007 | Curtin                            | John Curtin             | junto a Noni Hazlehurst, Asher Keddie, Ben Esler, Dan Wyllie y Bille Brown                            |
| 2006 | Stepfather of the Bride           | Daniel                  | junto a Alex Dimitriades, Noni Hazlehurst, Georgie Parker, Lara Cox y Kate Ritchie                    |
| 2006 | Kokoda                            | Coronel                 | junto a Shane Bourne, Travis McMahon, Luke Ford, Ewen Leslie y Jack Finsterer                         |
| 2006 | Irresistible                      | Jimmy                   | junto a Susan Sarandon, Sam Neill, Emily Blunt, Georgie Parker, Geneviève Picot y Charles Tingwell    |
| 2005 | Laughing Stock                    | Scout                   | junto a Clint Bizzell, Geoff Davis, Kate Feldman y Charles Tingwell                                   |
| 2005 | You and Your Stupid Mate          | Peter Rossiter          | junto a Stephen O'Connor, Nathan Phillips, Angus Sampson y Rachel Hunter                              |
| 2005 | Look Both Ways                    | Nick                    | junto a Justine Clarke y Anthony Hayes                                                                |
| 2003 | The Shark Net                     | Roy Drewe               | junto a Dan Wyllie, Angie Milliken, Tim Draxl y Leeanna Walsman                                       |
| 2002 | Dirty Deeds                       | Roy Drewe               | junto a Bryan Brown, Toni Collette, Sam Neill, Sam Worthington, Kestie Morassi y Felix Williamson     |
| 2001 | Halifax f.p: The Scorpion's Kiss  | Jeremy Buckle           | junto a Rebecca Gibney, Richard Cawthorne y Suzi Dougherty                                            |
| 2001 | My Brother Jack                   | Señor Meredith          | junto a Matt Day, Felix Williamson, Claudia Karvan, Simon Lyndon, Sullivan Stapleton y Robert Menzies |
| 1994 | Aeroplane Dance                   | -                       | junto a Russell Fletcher y Tamblyn Lord                                                               |
| 1993 | Body Melt                         | Paul Matthews           | junto a Gerard Kennedy, Andrew Daddo, Matthew Newton, Brett Climo e Ian Smith                         |
| 1993 | The Heartbreak Kid                | Southgate               | junto a Claudia Karvan, Alex Dimitriades, Steve Bastoni y Doris Younane                               |
| 1993 | Broken Highway                    | Roger                   | junto a Aden Young, David Field, Bill Hunter, Claudia Karvan y Kris McQuade                           |
| 1992 | Turtle Beach                      | Minder                  | junto a Greta Scacchi, Joan Chen, Jack Thompson y Art Malik                                           |
| 1991 | Dead to the World                 | Vince                   | junto a Lynette Curran, Richard Roxburgh, Paul Chubb, Paul Goddard y Noah Taylor                      |
| 1990 | Shadows of the Heart              | Denny Taylor            | junto a Marcus Graham, Jason Donovan, Sherrié Austin, Robyn Nevin y Barry Otto                        |
| 1990 | Wendy Cracked a Walnut            | Ralph                   | junto a Rosanna Arquette, Bruce Spence, Hugo Weaving, Kerry Walker y Susan Lyons                      |
| 1990 | The Last Crop                     | Agente de Bienes Raíces | junto a Kerry Walker, Noah Taylor y Sarah Hooper                                                      |

### Productor, escritor y narrador
| Año  | Serie/Programa                         | Notas                                            |
| ---- | -------------------------------------- | ------------------------------------------------ |
| 2015 | The Waler: Australia's Great War Horse | narrador                                         |
| 2011 | The Slap                               | 8 episodios - narrador                           |
| 2011 | The 30-Day Challenge                   | corto - productor ejecutivo                      |
| 2011 | Worse Things Happen at Sea             | libro - escritor                                 |
| 2010 | The Making of Modern Australia         | libro - escritor                                 |
| 2008 | That'd Be Right                        | libro - escritor                                 |
| 2007 | The Code: Crime and Justice            | programa - 3 episodios - narrador                |
| 2006 | Cricket Kings                          | libro - escritor                                 |
| 2005 | A Man's Got to Have a Hobby            | libro - escritor                                 |
| 2005 | Let Loose Live                         | programa - episodio # 1.1 - presentador invitado |
| 2000 | Brother                                | corto - narrador                                 |
| 1999 | Cousin                                 | corto - narrador                                 |
| 1996 | Uncle                                  | corto - narrador                                 |

### Teatro[9]
| Año  | Obra                     | Personaje | Director (a)      | Teatro                  | Notas                                                                         |
| ---- | ------------------------ | --------- | ----------------- | ----------------------- | ----------------------------------------------------------------------------- |
| 2009 | Equus                    | -         | -                 | His Majesty's Theatre   | junto a Jodie Buzza y Khan Chittenden                                         |
| 2006 | Ray's Tempest            | -         | Bruce Myles       | Fairfax Theatre         | junto a Kim Gyngell, Hamish Michael, Genevieve Picot y Alex Schepisi          |
| 2003 | Blithe Spirit            | -         | Roger Hodgman     | Playhouse Theatre       | junto a Georgie Bax, Merridy Eastman, Rosalind Hammond y Pamela Rabe          |
| 2001 | Don Juan                 | -         | Marion Potts      | Drama Theatre           | junto a Ron Haddrick, Alex Menglet, Angie Milliken y Socratis Otto            |
| 2001 | Art                      | -         | Roger Hodgman     | Playhouse Theatre       | junto a John Wood y Kim Gyngell                                               |
| 1999 | Pride and Prejudice      | -         | Roger Hodgman     | Drama/Playhouse Theatre | junto a Josephine Byrnes, Kim Gyngell, Mandy McElhinney y Petra Yared         |
| 1996 | Private Lives            | -         | Roger Hodgman     | Fairfax Theatre         | junto a Lewis Fiander, Alice Garner, Tammy McCarthy y Pamela Rabe             |
| 1994 | See How They Run         | -         | -                 | Mietta's Theatre        | junto a Steve Blackburn, Geoff Brookes, Margaret Downey y Michael Veitch      |
| 1994 | Loot                     | -         | Michael Veitch    | Mietta's Theatre        | junto a Humphrey Bower, Geoff Brookes, Mark Downey y Michael Veitch           |
| 1991 | Hay Fever                | -         | Rodney Fisher     | Playhouse Theatre       | junto a Brett Climo, Merridy Eastman, Heather Mitchell y Alison Whyte         |
| 1991 | Bali: Adat               | -         | Kingston Anderson | Fairfax Theatre         | junto a Tom Gutteridge, Philip Holder, Melita Jurisic y Ross Williams         |
| 1989 | Kid Stakes               | -         | -                 | Birdge Theatre          | junto a Duncan Wass                                                           |
| 1989 | Operation Holy Mountain  | -         | Alison Summers    | Everest Theatre         | junto a Jim Holt, Lisa Kelly, Sonia Todd, Kate Turner y Anthony Wong          |
| 1988 | The Rising of Pete Marsh | -         | Aarne Neeme       | New Fortune Theatre     | junto a Jeremy Callaghan, Jenny Davis, Fiona Jarvis y Robert van Mackelenberg |

## Premios y nominaciones
| Año  | Categoría                                                 | Premio             | Serie/Película  | Resultado |
| ---- | --------------------------------------------------------- | ------------------ | --------------- | --------- |
| 2009 | Best Actor                                                | FCCA Award         | Unfinished Sky  | Ganó      |
| 2008 | Best Lead Actor                                           | AFI Award          | Unfinished Sky  | Ganó      |
| 2008 | Best Actor                                                | IF Award           | Unfinished Sky  | Nominado  |
| 2008 | Most Outstanding Actor                                    | Silver Logie Award | Curtin          | Nominado  |
| 2008 | Most Outstanding Actor in a Drama Series                  | Silver Logie Award | East West 101   | Nominado  |
| 2008 | Best Lead Actor in a Television Drama                     | AFI Award          | East West 101   | Nominado  |
| 2005 | Best Lead Actor                                           | AFI Award          | Look Both Ways  | Nominado  |
| 2005 | Best Actor in a Lead Role                                 | FCCA Award         | Look Both Ways  | Ganó      |
| 2004 | Most Outstanding Actor in a Drama Series                  | Silver Logie Award | The Shark Net   | Nominado  |
| 2002 | Most Outstanding Actor                                    | Silver Logie Award | My Brother Jack | Ganó      |
| 2001 | Best Actor in a Leading Role in a Television Drama Series | AFI Award          | My Brother Jack | Nominado  |
| 2001 | Most Outstanding Actor in a Series                        | Silver Logie Award | SeaChange       | Nominado  |
| 2001 | Most Popular Actor                                        | AFI Award          | SeaChange       | Nominado  |
| 2001 | Best Actor in a Leading Role in a Television Drama Series | AFI Award          | SeaChange       | Nominado  |
| 2000 | Most Outstanding Actor in a Series                        | Silver Logie Award | SeaChange       | Ganó      |
| 1998 | Most Outstanding Actor                                    | Logie Award        | Blue Heelers    | Nominado  |
| 1997 | Most Outstanding Actor                                    | Logie Award        | Blue Heelers    | Nominado  |